# Championnats de Tunisie d'athlétisme 2008
Navigation
2007 2009
Les championnats de Tunisie d'athlétisme 2008 sont une compétition tunisienne d'athlétisme se disputant en 2008.
Le niveau général est moyen : trois épreuves se terminent par le classement d'un seul compétiteur, et cinq avec deux concurrents. Le Club sportif de la Garde nationale remporte la première place parmi les clubs, avec douze titres contre six pour le Club municipal d'athlétisme de Kairouan.

## Palmarès
| Discipline             | Hommes                                  | Hommes          | Femmes                                  | Femmes          |
| ---------------------- | --------------------------------------- | --------------- | --------------------------------------- | --------------- |
| 100 m                  | Abdelmoula Jomni                        | 11 s 5          | Dhouha Mzoughi                          | 13 s 8          |
| 200 m                  | Sofiane Labidi                          | 21 s 91         | Awatef Ben Hassine                      | 25 s 3          |
| 400 m                  | Chouâïb Chelbi                          | 46 s 57         | Awatef Ben Hassine                      | 55 s            |
| 800 m                  | Ramzi Abbassi                           | 1 min 51 s 63   | Soumaya Bousaïd                         | 2 min 7 s 4     |
| 1 500 m                | Mohamed Selim Heni                      | 3 min 53 s 1    | Soumaya Bousaïd                         | 4 min 23 s 58   |
| 5 000 m                | Salah Badri                             | 14 min 15 s 22  | Imen Methnani                           | 18 min 27 s 96  |
| 10 000 m               | Wissem Hosni                            | 30 min 0 s 7    | Imen Methnani                           | 39 min 36 s 13  |
| 100 m haies            |                                         |                 | Sabra Dhaouadi                          | 15 s 2          |
| 110 m haies            | Aymen Ben Ahmed                         | 13 s 90         |                                         |                 |
| 400 m haies            | Mohamed Sghaïer                         | 53 s 22         | Awatef Ben Hassine                      | 62 s 53         |
| 3 000 m steeple        | Amor Ben Yahia                          | 8 min 48 s 16   | Manel Jemmali                           | 10 min 52 s 97  |
| Relais 4 × 100 mètres  | Association sportive militaire de Tunis | 42 s 73         | Club sportif sfaxien                    | 51 s 77         |
| Relais 4 × 400 mètres  | Club sportif de la Garde nationale      | 3 min 21 s 49   | Club municipal d'athlétisme de Kairouan | 4 min 16 s 35   |
| Saut en longueur       | Mohamed Amine Trabelsi                  | 7,01 m          | Najoua Methlouthi                       | 5,26 m          |
| Triple saut            | Walid Farhat                            | 15,30 m         | Nada Cheroudi                           | 11,99 m         |
| Saut en hauteur        | Imed Ameur                              | 1,95 m          | Karima Ben Othman                       | 1,75 m          |
| Saut à la perche       | Ahmed Aziz Bedioui                      | 4 m             | Nadia Mabrouk                           | 3,30 m          |
| Lancer du poids        | Mohamed Meddeb                          | 17,12 m         | Heba Cherni                             | 12,41 m         |
| Lancer du disque       | Hamdi Ben Lamine                        | 43,69 m         | Monia Kari                              | 47,84 m         |
| Lancer du marteau      | Saber Souid                             | 62,36 m         | Khedija Jallouz                         | 49,75 m         |
| Lancer du javelot      | Fakhri Zouaoui                          | 61,78 m         | Sabiha Mzoughi                          | 40,15 m         |
| Décathlon              |                                         |                 |                                         |                 |
| Heptathlon             |                                         |                 |                                         | -               |
| Marathon               | Ramzi Mehouachi                         | 2 h 29 min 18 s | Wassila Aissani (ALG)                   | 3 h 22 min 33 s |
| 10 km marche sur piste | Hatem Euchi                             | 49 min 38 s 1   | Abir Trabelsi                           | 52 min 33 s 2   |
| 15 km marche sur route | Noureddine Messoussi                    | 1 h 7 min 8 s   | Chaima Trabelsi                         | 1 h 16 min 7 s  |

## Classement par équipes
| Rang | Équipe                                  | Titres | 2e place | 3e place | Total |
| 1    | Club sportif de la Garde nationale      | 12     | 7        | 3        | 22    |
| 2    | Club municipal d'athlétisme de Kairouan | 6      | 6        | 4        | 16    |
| 3    | Athletic Club de Sousse                 | 4      | 1        | 1        | 6     |
| 4    | Association sportive militaire de Tunis | 3      | 5        | 7        | 15    |
| 5    | Progrès athlétique club temimien        | 3      | 0        | 0        | 3     |
| 6    | Club sportif sfaxien                    | 2      | 3        | 4        | 9     |
| 7    | Athletic Club de Menzel Bourguiba       | 2      | 2        | 2        | 6     |
| 8    | Club d'athlétisme de Gabès              | 2      | 2        | 0        | 4     |

## Source
- [PDF] Résultats des championnats nationaux individuels (Fédération tunisienne d'athlétisme)